# National Road 53
La National Road 53 (N53) è una strada irlandese nazionale di livello secondario che collega Dundalk nella contea di Louth a Castleblayney nella contea di Monaghan nel nord-est della Repubblica d'Irlanda.
La strada prende origine a Dundalk, in prossimità dell'uscita 17 della M1 e prosegue fino a Castleblayney dove confluisce nella N2. La N53 sconfina per un brevissimo tratto in Irlanda del Nord, più precisamente a Cullaville, contea di Armagh dove è codificata A37.
La strada è l'arteria principale per raggiungere il Lago Muckno, costeggiato lungo la sponda occidentale. 
La N53 è stata soggetta a un significativo ammodernamento tra 2011 e 2012 nel tratto di 3.5 km tra Barronstown e Newtownbalregan che ha consentito nello specifico di ridurre il rischio da collisione con gli allevamenti locali. I lavori sono iniziati nell'agosto 2011 e terminati a novembre 2012.